# Kaithal (Distrikt)
Der Distrikt Kaithal (Hindi कैथल जिला, Panjabi ਕੈਥਲ ਜ਼ਿਲ੍ਹਾ) ist ein Distrikt im indischen Bundesstaat Haryana. Sitz der Verwaltung ist die gleichnamige Stadt Kaithal.

## Geographie
Der Distrikt Kaithal liegt im Nordwesten Haryanas an der Grenze zum Bundesstaat Punjab. Die benachbarten Distrikte sind Patiala (Punjab) im Norden und Nordwesten, sowie die Distrikte Kurukshetra, Karnal und Jind von Haryana im Nordosten, Osten, und Süden/Südwesten.
Der Distrikt bildet eine große Ebene ohne größere Erhebungen. Die wichtigsten Fließgewässer sind der Ghaggar und der Markanda, die nur jahreszeitenabhängig Wasser führen und durch den nördlichen Abschnitt des Distrikts in westliche Richtung fließen. Der Sirsa-Zweigkanal des westlichen Yamuna-Kanals verläuft durch den südlichen Teil des Distrikts in westsüdwestliche Richtung und bildet eine wichtige Quelle für die Wasserversorgung der Landwirtschaft.

## Klima
Das Klima im Distrikt kann als subtropisches Steppenklima charakterisiert werden und ist größtenteils trocken mit sehr heißen Sommern und kalten Wintern, mit Ausnahme der Monsunzeit, in der feuchte Luft ozeanischen Ursprungs in den Distrikt einströmt. Die heiße Jahreszeit beginnt von Mitte März bis zur letzten Juniwoche, gefolgt vom Südwestmonsun, der bis September andauert. Die Übergangszeit von September bis Oktober bildet die Nachmonsunzeit. Die Wintersaison beginnt spät im November und dauert bis zur ersten Märzwoche. Die mittlere Maximaltemperatur liegt bei 40 °C (Mai und Juni) und die mittlere Minimaltemperatur bei 7 °C (Januar). Im Durchschnitt gibt es 30 Regentage pro Jahr und der Jahresniederschlag liegt bei etwa 511 mm (Durchschnitt der Jahre 2006–10), wobei 85 % davon während der Monsunzeit fallen. Juli und August sind die regenreichsten Monate. Die restlichen 15 % ereignen sich außerhalb der Monsunzeit, häufig im Gefolge westlicher Tiefdruckgebiete oder von Gewitterstürmen. Der Niederschlag ist ungleich verteilt und nimmt von Südwesten nach Nordosten hin zu.

## Geschichte

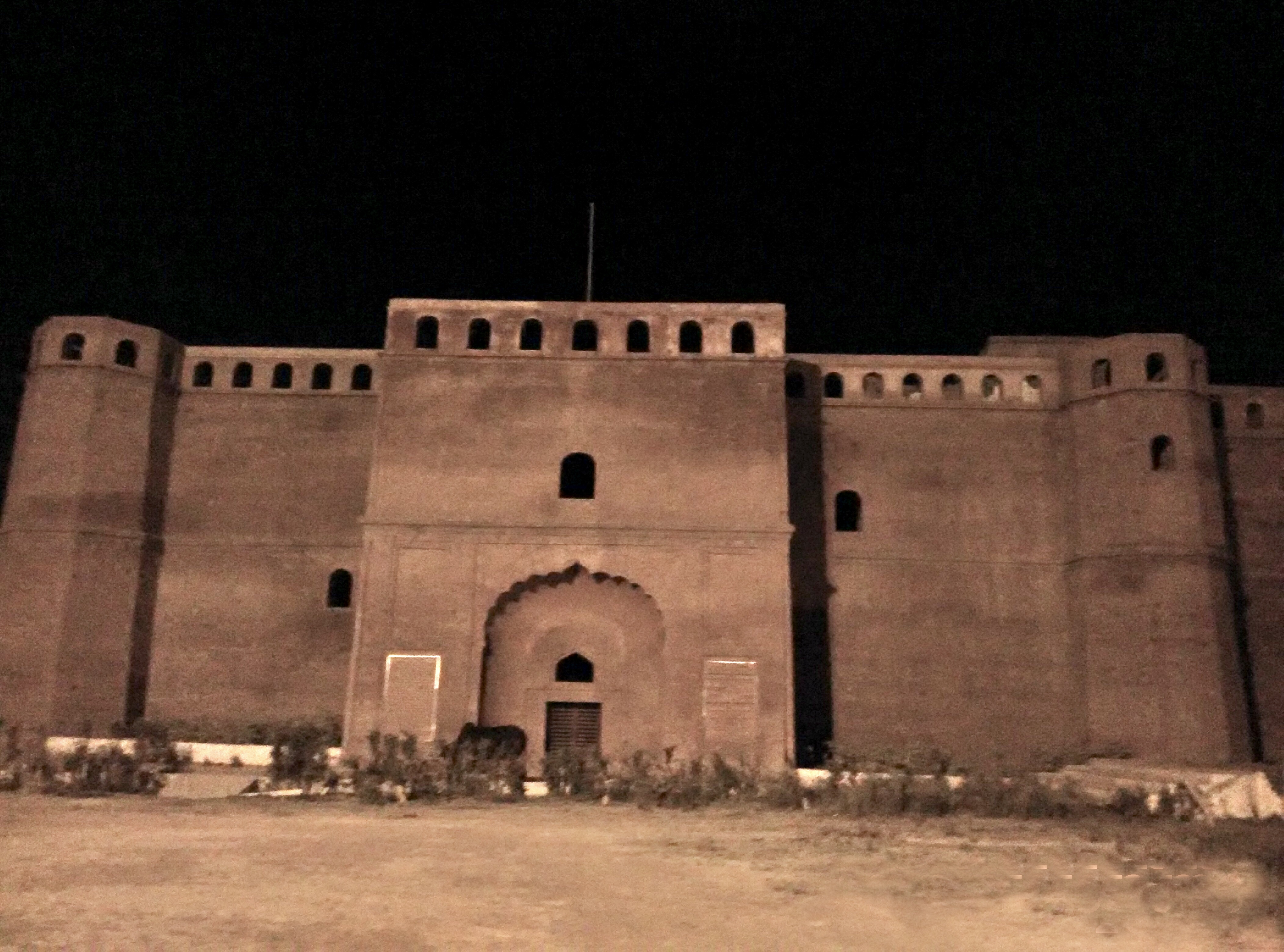
Kaithal Fort

Während der Zerfallsphase des Mogulreichs im 18. Jahrhundert kam die Region unter die Herrschaft lokaler Sikh-Herrscher. Im Jahr 1849 fiel das Gebiet Kaithals unter der doctrine of lapse an die Britische Ostindien-Kompanie und wurde zunächst als Teil des Distrikts Thanesar organisiert. Im Jahr 1862 kam es zum Distrikt Karnal und 1973 zum Teil zum neu gebildeten Distrikt Kurukshetra. Am 16. Oktober 1989 wurde aus Teilen der Distrikte Kurukshetra und Jind der Distrikt Kaithal gebildet. Von Kurukshetra kamen die Subdivision Kaithal und von Jind das Sub-Tehsil Kalyat sowie sechs weitere Dörfer.

## Bevölkerung
| Jahr      | 1991    | 2001    | 2011      |
| Einwohner | 781.814 | 946.131 | 1.074.304 |
| Änderung  | +20,92  | +21,02  | +13,55    |

Die Einwohnerzahl lag bei der Volkszählung 2011 bei 1.074.304. In der Dekade von 2001 bis 2011 wuchs die Bevölkerung um 13,55 %. Kaithal hatte ein Geschlechterverhältnis von 881 Frauen pro 1000 Männer und damit einen ausgeprägten Männerüberschuss. Der Distrikt wies eine Alphabetisierungsrate von 69,15 % auf, was einer Steigerung um knapp 10 Prozentpunkte gegenüber dem Jahr 2001 entsprach. Die Alphabetisierung lag damit unter dem nationalen Durchschnitt (74,0 %) und dem Durchschnitt Haryanas (75,6 %). 90,7 % der Bevölkerung waren Hindus, 8,2 % Sikhs, 0,8 % Muslime, 0,2 % Christen und ca. 0,2 % gaben keine Religionszugehörigkeit an oder gehörten anderen Religionen an. 13 % der Bevölkerung waren Kinder unter 6 Jahre. Im Distrikt ist die Sprache Haryanvi verbreitet, ein Dialekt des Hindi.
22,0 % der Bevölkerung lebten 2011 in Städten. Größte Stadt war Kaithal mit 144.915 Einwohnern.